# Verklaring van Boulogne
De Verklaring van Boulogne (Bulonja Deklaracio) is een document dat geschreven werd door L.L. Zamenhof en werd goedgekeurd op het eerste Universeel Esperantocongres in Boulogne-sur-Mer, in 1905. Het definieerde Esperantisme tot een beweging ter bevordering van het wijdverspreide gebruik van Esperanto als een aanvulling op natuurlijke talen, en niet als een vervanging hiervan binnen hun eigen gebied. Het verklaarde dat Esperantisme op zich politiek en religieus neutraal is. Het tekende aan dat Esperanto publiek bezit is, en dat iedereen het kan en mag gebruiken zoals hij of zij dat wil, aangezien de bedenker ervan afstand genomen had van zijn rechten. Het verklaarde dat de enige vaststaande autoriteit voor esperantisten het Fundamento de Esperanto (een verzameling van de vroege versies van de grammatica, oefeningen, voorbeeldteksten en een woordenboek) is, waarvan het alle esperantisten aangeraden wordt deze na te streven, om stabiliteit en continuïteit in de taal te garanderen. Ten slotte definieerde het een "esperantist" als iemand die de taal Esperanto kent, en gebruiken kan voor ieder doeleinde.

## Externe links

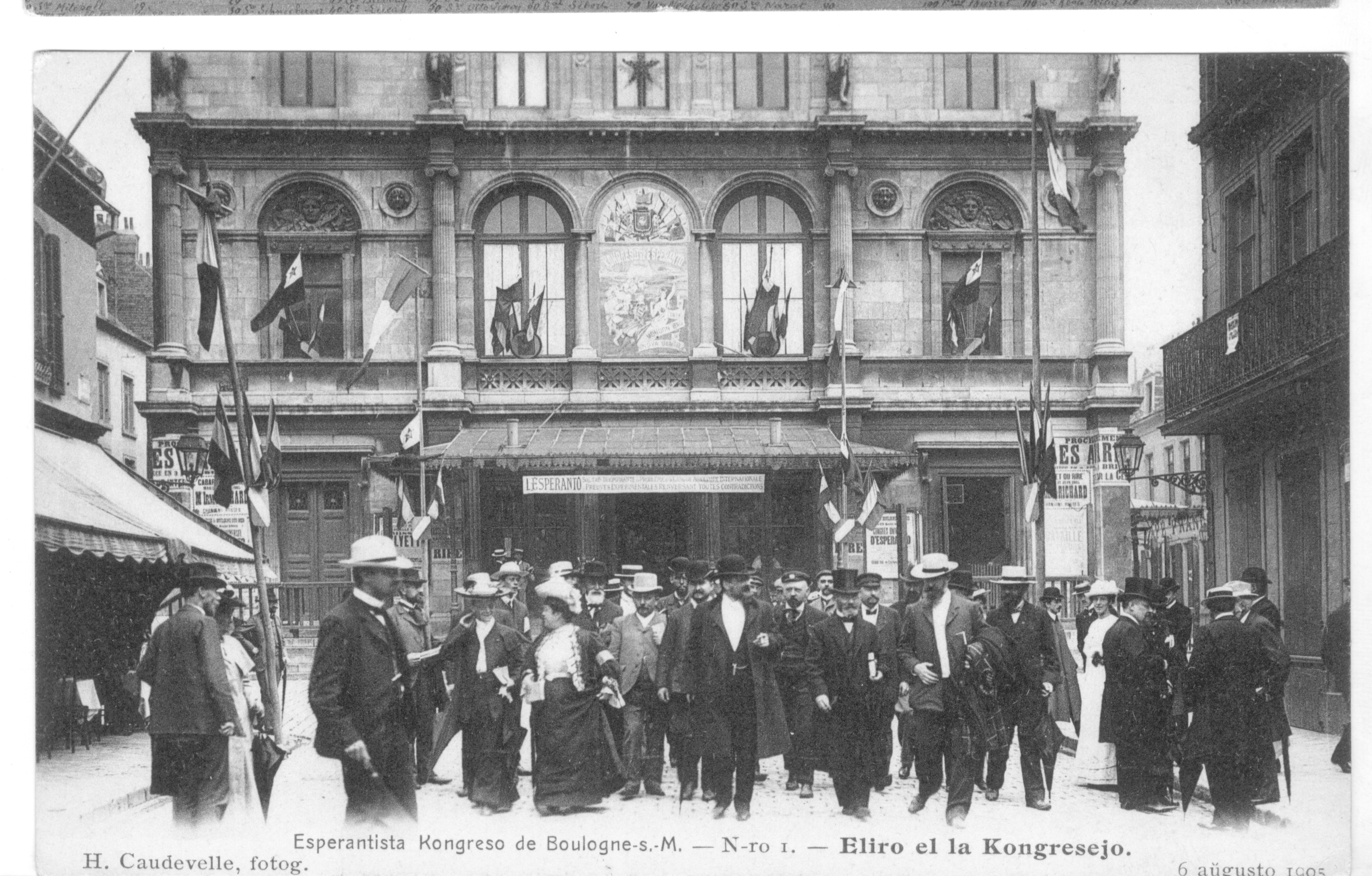